# Abdelhakim Serrar
Abdelhakim Serrar (Sétif, 24 aprile 1961) è un ex calciatore algerino, di ruolo difensore.

## Carriera
Ha vinto la Coppa d'Africa con la Nazionale algerina.

## Palmarès

### Nazionale
- Coppa d'Africa: 1

Algeria 1990